# 대한예수교장로회(합동총신측)
대한예수교장로회(합동총신측)은 1993년 8월, 인천 성광교회(담임: 이준원 목사)에서 대한예수교장로회(예장) 임시 경기노회가 모여 개혁주의 입장에서 장로교 정통 신앙을 계승하기 위하여 대한예수교장로회(예장)총회를 2/3 찬성으로 탈퇴하기로 결의하였고, 1993년 9월 6일 총회를 열어 총회명을 대한예수교장로회(합동총신측)으로 하고, 총회장과 총회신학교 학장에 이준원 목사가 선임되었다. 그리고 1994년 9월 총회신학교를 총회신학연구원으로 개명하였다.
제 5대 총회장에 이강만 목사가 피선되어, 1998년 제 6대 총회장에 재선되었다.
제 7대 총회장에 송병률 목사가 피선되어, 2000년 제 8대 총회장에 재선되었다.
제 9대 총회장에 최완수 목사가 피선되어, 2002년 제 10대 총회장에 재선되었다. 
제 11대 총회장에 이강만 목사가 피선되어, 2004년 제 12대 총회장에 재선되었다.
2005년 3월 총회본부와 총회신학연구원을 인천 서구 가정동 478번지에서 인천 남구 도화동 429-1 롯데월드타워 10층으로 이전하였다.
제 13대 총회장에 이강만 목사가 연임되었다.
2006년 9월 총회본부를 인천 남구 도화동 429-1 롯데월드타워 9층으로 이전하였다.
제 14대 총회장에 이준원 목사가 피선되었다.
제 15대 총회장에 방희곤 목사가 피선되어, 2008년 제 16대 총회장에 연임되었다. 
제 17대 총회장에 김교석 목사가 피선되었다.
제 18대 총회장에 김익희 목사가 피선되어, 2011년 제 19대 총회장에 연임되었다. 
제 20대 총회장에 김종환 목사가 피선되어, 2013년 제 21대 총회장에 연임되었다. 
제 22대 총회장에 김병근 목사가 피선되어, 2015년 제 23대 총회장에 연임되었다.
제 24대 총회장에 방희곤 목사가 피선되었다.
제 25대 총회장에 김병근 목사가 피선되었다.